# Dăneștii Chioarului
Dăneștii Chioarului – wieś w Rumunii, w okręgu Marmarosz, w gminie Mireșu Mare. W 2011 roku liczyła 475 mieszkańców.